# Flavoplaca
Flavoplaca is een geslacht van korstmossen behorend tot de familie Teloschistaceae. De typesoort is Flavoplaca citrina.

## Soorten
Volgens Index Fungorum telt het geslacht 28 soorten (peildatum december 2023):
| Soortnaam                                            | Auteur(s)                                                                                               | Publicatiejaar |
| ---------------------------------------------------- | --- | -------------- |
| Flavoplaca arcis (Schubbige citroenkorst)            | (Poelt & Vězda) Arup, Frödén & Søchting                                                                 | 2013           |
| Flavoplaca arcisproxima                              | (Vondrák, Říha, Arup & Søchting) Arup, Søchting & Frödén                                                | 2013           |
| Flavoplaca austrocitrina                             | (Vondrák, Říha, Arup & Søchting) Arup, Søchting & Frödén                                                | 2013           |
| Flavoplaca calcitrapa                                | (Nav.-Ros., Gaya & Cl. Roux) Arup, Frödén & Søchting                                                    | 2013           |
| Flavoplaca citrina (Gewone citroenkorst)             | (Hoffm.) Arup, Frödén & Søchting                                                                        | 2013           |
| Flavoplaca communis                                  | (Vondrák, Říha, Arup & Søchting) Arup, Søchting & Frödén                                                | 2013           |
| Flavoplaca confusa                                   | (Vondrák, Říha, Arup & Søchting) Arup, Søchting & Frödén                                                | 2013           |
| Flavoplaca coronata                                  | (Kremp. ex Körb.) Arup, Frödén & Søchting                                                               | 2013           |
| Flavoplaca cranfieldii                               | (S.Y. Kondr. & Kärnefelt) Arup, Frödén & Søchting                                                       | 2013           |
| Flavoplaca dichroa (Mandarijnkorst)                  | (Arup) Arup, Frödén & Søchting                                                                          | 2013           |
| Flavoplaca flavocitrina (Valse citroenkorst)         | (Nyl.) Arup, Frödén & Søchting                                                                          | 2013           |
| Flavoplaca geleverjae                                | (Khodos. & S.Y. Kondr.) Arup, Frödén & Søchting                                                         | 2013           |
| Flavoplaca granulosa                                 | (Müll. Arg.) Arup, Frödén & Søchting                                                                    | 2013           |
| Flavoplaca havaasii                                  | (H. Magn.) Arup, Frödén & Søchting                                                                      | 2013           |
| Flavoplaca kantvilasii                               | (S.Y. Kondr. & Kärnefelt) Arup, Frödén & Søchting                                                       | 2013           |
| Flavoplaca laszloana                                 | S.Y. Kondr. & Hur                                                                                       | 2017           |
| Flavoplaca limonia (Lichte citroenkorst)             | (Nimis & Poelt) Arup, Frödén & Søchting                                                                 | 2013           |
| Flavoplaca lutea                                     | (J.R. Laundon) S.Y. Kondr., Kärnefelt, Elix, A. Thell, Jung Kim, M.H. Jeong, N.N. Yu, A.S. Kondr. & Hur | 2014           |
| Flavoplaca marina (Gelobde zeecitroenkorst)          | (Wedd.) Arup, Frödén & Søchting                                                                         | 2013           |
| Flavoplaca maritima (Gewone zeecitroenkorst)         | (B. de Lesd.) Arup, Frödén & Søchting                                                                   | 2013           |
| Flavoplaca mereschkowskiana                          | (S.Y. Kondr. & Kärnefelt) Arup, Frödén & Søchting                                                       | 2013           |
| Flavoplaca microthallina (Schubbige zeecitroenkorst) | (Wedd.) Arup, Frödén & Søchting                                                                         | 2013           |
| Flavoplaca navasiana                                 | (Nav.-Ros. & Cl. Roux) Arup, Søchting & Frödén                                                          | 2013           |
| Flavoplaca nigromarina                               | (Vondrák, Říha, Arup & Søchting) Arup, Søchting & Frödén                                                | 2013           |
| Flavoplaca oasis (Kleine citroenkorst)               | (A. Massal.) Arup, Frödén & Søchting                                                                    | 2013           |
| Flavoplaca ora                                       | (Poelt & Nimis) Arup, Frödén & Søchting                                                                 | 2013           |
| Flavoplaca polycarpa                                 | (A. Massal.) Arup, Frödén & Søchting                                                                    | 2013           |
| Flavoplaca tavaresiana                               | (Nav.-Ros. & Cl. Roux) Arup, Frödén & Søchting                                                          | 2013           |